# Carlos Canal
Carlos Canal Blanco, nascido em 28 de junho de 2001 em Xinzo de Limia, é um corredor ciclista espanhol. É membro da equipa Burgos-BH.

## Biografia
Em 2019, torna-se campeão da Espanha de ciclocross e de BTT cross-country, na categoria juniores (menos de 19 anos). Ao mês de outubro, a equipa continental profissional Burgos BH anuncia a sua contratação para ambas próximas temporadas.

## Palmarés em ciclocross
- 2016-2017
  - 2.º do campeonato da Espanha de ciclocross cadetes
- 2017-2018
  -  Campeão da Espanha de ciclocross juniores
- 2018-2019
  -  Campeão da Espanha de ciclocross juniores
  - 7.º do campeonato do mundo de ciclocross juniores

## Palmarés em BTT
- 2018
  - 2.º do campeonato da Espanha de cross-country juniores
- 2019
  -  Campeão da Espanha de cross-country juniores